# NGC 5209
NGC 5209 is een elliptisch sterrenstelsel in het sterrenbeeld Maagd. Het hemelobject werd op 23 januari 1784 ontdekt door de Duits-Britse astronoom William Herschel.

## Synoniemen
- UGC 8522
- MCG 1-35-2
- ZWG 45.9
- NPM1G +07.0328
- PGC 47654